# Ewa Larsson (modeskapare)
Ewa Larsson, född 28 december 1951 i Risinge, är en svensk modedesigner. 
Larsson utbildade sig till herrskräddare vid S:t Görans gymnasium och därefter till produktutformare vid Textilinstitutet i Borås, som numera är en del av Textilhögskolan. Hon startade sin karriär i modebranschen på klädbutiken Nam-Nam i Stockholm 1975 och 1980 började hon arbeta på H&M.  
Sedan början av 1990-talet har hon haft sin bas i Paris där hon arbetat med uppdragsgivare som bland andra Plein Sud, Tara Jarmon och JOOP samt startat och drivit det egna modemärket Ashes, som under en period hade två egna butiker i Paris.  Larsson har också arbetat åt Esprit samt varit Senior Advisor åt Acne. Larsson är nu bosatt i Stockholm.
Hösten 2009 gjorde Larsson ett samarbete med modekedjan Lindex. Hon skapade Affordable Luxury, en specialkollektion med internationell design som inspiration. Våren 2010 skapade hon ytterligare en kollektion med samma koncept och debuterade som designer för smycken. Samarbetet fortsatte julen 2010 och den kollektionen blev hennes debut som designer av underkläder. I sin senaste kollektion för Affordable Luxury, som släpps 27 april, har Larsson hämtat inspiration från två klassiska kvinnliga stilikoner – Diane Vreeland och Marlene Dietrich och skapat en lyxig och sofistikerad kollektion med plagg i långa längder. 